# Josuah Sylvester

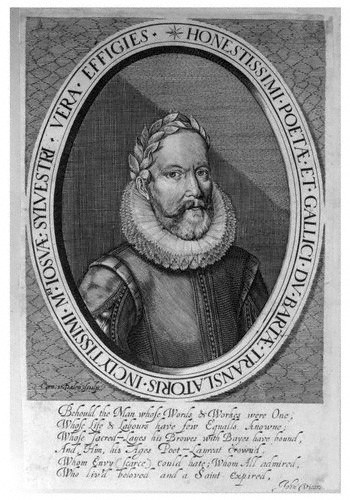
Josuah Sylvester

Josuah Sylvester (także Joshua Sylvester, ur. 1563, zm. 1618) – poeta i tłumacz angielski. Urodził się w hrabstwie Kent. Był synem sukiennika Roberta Sylvestera. Ze szkoły w Southampton wyniósł biegłą znajomość francuskiego. Zmarł w mieście Middelburg w Holandii, gdzie był przedstawicielem Company of Merchant Adventurers of London, 28 września 1618. Jego najbardziej znanym dziełem jest przekład eposu biblijnego francuskiego hugenockiego (ewangelickiego) poety Guillaume’a du Bartasa Divine Weekes and Workes (1592-1608). Utwór ten był niezwykle popularny w Anglii w I połowie XVII wieku. Wywarł pewien wpływ na Johna Miltona i Johna Drydena. Sylvester pisął także sonety. Przykładem tej formy jest wiersz Ubique. 
Ben Jonson poświęcił poecie utwór Epigram. To M. Josuah Sylvester.